# Regiment Limburgse Jagers
Het Regiment Limburgse Jagers is een infanterieregiment van de Koninklijke Landmacht van het Nederlandse leger en vernoemd naar de provincie Limburg en een soort militaire infanterie, de jagers. Het Regiment Limburgse Jagers is een van de oudste regimenten van het Nederlandse leger. Het Regiment Limburgse Jagers is het moederregiment van de Delftsche Studenten Weerbaarheid.

## 42 Pantserinfanteriebataljon
Verreweg het bekendste parate onderdeel van het Regiment Limburgse Jagers werd het in 1957 opgerichte 42 Pantserinfanteriebataljon (42PAINFBAT) dat de bijnaam 42 Bataljon Limburgse Jagers kreeg waar veel voormalig kortverband en dienstplichtig personeel zijn tijd heeft doorgebracht.
42 PAINFBAT was van 1963 tot 2006 gelegerd in de legerplaats Seedorf (Duitsland). Bij vertrek van het bataljon werd aan de bataljonsvlag een Fahnenband van de Bondsrepubliek Duitsland gehecht.
Het huidige moderne 42 PAINFBAT is een operationele eenheid die deel uitmaakt van 13 Lichte Brigade (13 LIBRIG). De eenheid heeft de oude tradities van het Regiment Limburgse Jagers overgenomen en is tegenwoordig gelegerd in de Generaal Majoor de Ruyter van Steveninckkazerne te Oirschot. Dit bataljon, of delen daarvan, is sedert de jaren 90 verschillende keren uitgezonden naar voormalig Joegoslavië, naar Irak en Afghanistan. Daarbij zijn verschillende leden van het regiment gesneuveld.

## Ontstaan
Het regiment werd 23 november 1813 opgericht als Regiment van Phaff, aan het eind van de Franse bezetting van Nederland. Het regiment werd in januari 1814 opgenomen in het Nederlandse leger als het Bataljon Infanterie van Linie nr. 2; in 1815 werd ze samengevoegd met de Bataljons Nationale Militie nrs. 16, 17 en 18 tot 2e Afdeeling Infanterie, en in 1843 werd ze het 2e Regiment Infanterie.
Een maand na de oprichting werd het Regiment van Phaff al ingezet tegen de Fransen in het beleg van Breda. Het BI nr. 2 werd in 1814 ingezet bij het beleg van Naarden, en vocht in de slag bij Waterloo op 18 juni 1815 (1e Brigade, 3e Nederlandse Divisie). In 1896 werd aan het vaandel van het 2e Regiment Infanterie het opschrift Quatre Bras en Waterloo 1815 aangebracht.

## Uitbreidingen
Uit het 2e Regiment Infanterie ontstond bij de legerhervorming in 1905 het 11e Regiment Infanterie. In 1913 volgde een nieuwe legerhervorming en werden het 13e en 22e Regiment Infanterie opgericht uit resp. het 2e en 11e Regiment Infanterie. Deze regimenten kregen een vaandel.
Zij werden in augustus 1914 gemobiliseerd. Nederland bleef gedurende de Eerste Wereldoorlog neutraal en de regimenten bleven tot eind 1918, begin 1919 gemobiliseerd. In de jaren twintig en dertig werd de omvang van het leger drastisch verkleind. Hoewel de vier regimenten bleven bestaan, waren zij beperkt van omvang.
Pas in 1938 volgde een uitbreiding van het leger. Uit de vier regimenten werden grensbataljons samengesteld die tot taak hadden vitale punten langs de grens te bewaken. In augustus 1939 volgde een nieuwe mobilisatie. Uit het 2e, 11e, 13e en 22e Regiment Infanterie ontstonden hierbij het 26e, 35e, 37e en 46e RI, in totaal een kleine 15000 man. Aan de laatste vier regimenten werd nooit een vaandel uitgereikt.

## Tweede Wereldoorlog

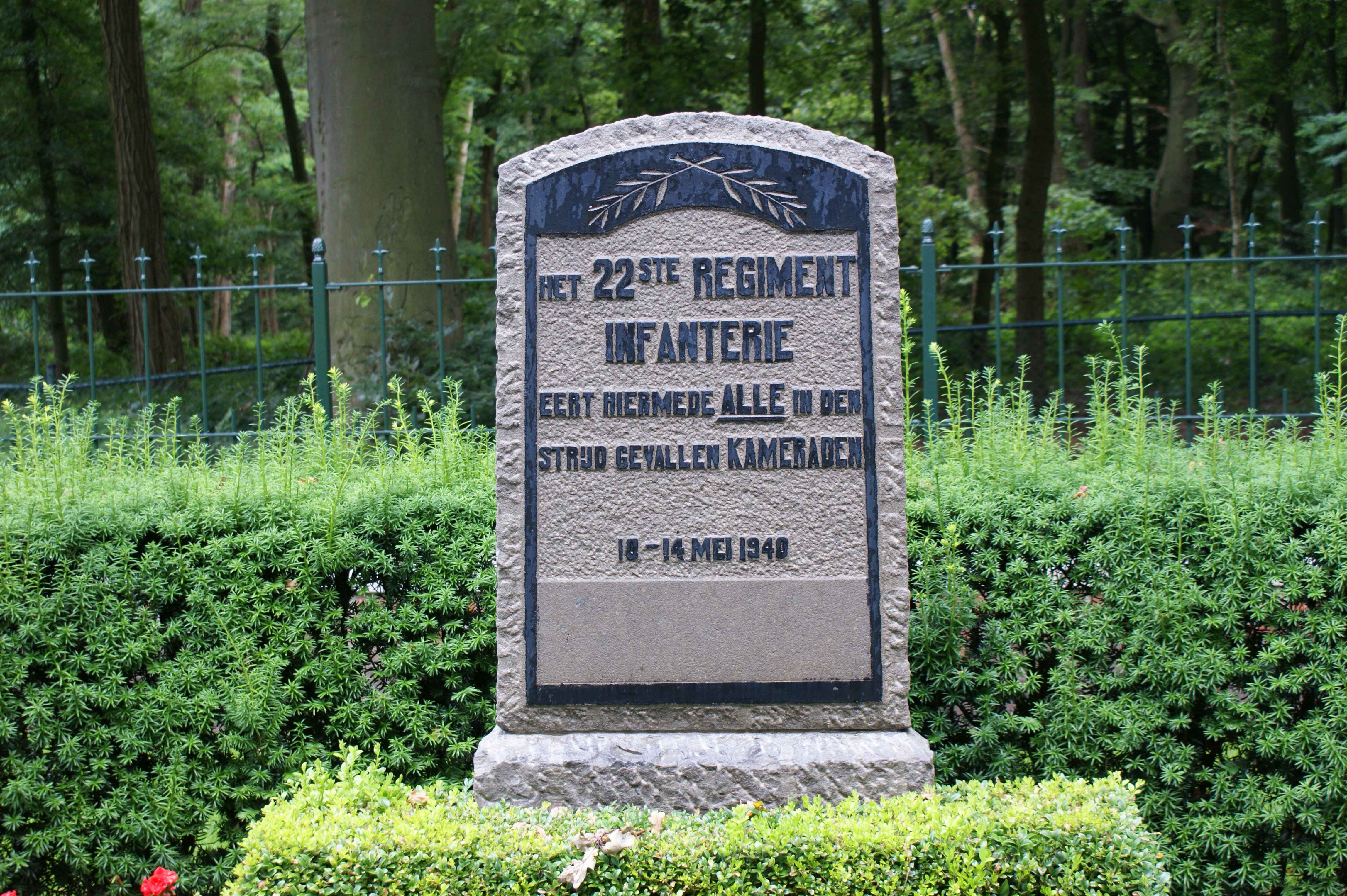
Monument voor 22 RI op de Grebbeberg in Rhenen

Diverse onderdelen hebben in de meidagen van 1940 strijd geleverd. Het 2e Grensbataljon, dat in 1938 uit het 2e Regiment Infanterie was ontstaan en was gelegerd bij Venlo, heeft een overmacht van Duitse troepen 24 uur de overgang over de Maas weten te beletten en gaf zich over nadat deze eenheid in de rug werd aangevallen.
Het 3e bataljon van het 35e Regiment Infanterie, bij Zutphen gelegerd, heeft zich verweerd tegen diverse Duitse pogingen een overgang te forceren.
Ook andere onderdelen hebben gestreden. Vermeldingswaardig is het gevecht bij Scherpenzeel op 12 mei 1940 waar enkele compagnieën van 22 RI met onderdelen van 15 RI en met artillerie steun de opmars van een Duitse divisie wisten te stuiten en de divisie in de verdediging dwong. Voor het optreden in mei 1940 werden in 1998 de vaandelopschriften Venlo 1940 en Zutphen 1940 aan het regiment toegekend.
Na de capitulatie werd het leger ontbonden maar aan het eind van de Tweede Wereldoorlog werden uit diverse verzetsgroepen nieuwe bataljons gevormd. Een van die bataljons, later behorend tot het 11e Regiment Infanterie, was gevormd uit het Sallandse verzet. Dit bataljon (het Margriet-bataljon) werd begin jaren 80 van vorige eeuw hiervoor onderscheiden met het Verzetsherdenkingskruis. Slechts 3 eenheden voeren deze onderscheiding.

## Politionele acties
Met de bevrijding kwam een nieuwe oorlog. Indonesië had zich in augustus 1945 onafhankelijk verklaard en Nederland stuurde troepen om de orde te herstellen. Dit mondde uit in een bloedige oorlog waaraan 2, 6,  11 en 13 RI hebben deelgenomen. Voor hun aandeel aan deze politionele acties werden in 1977 de vaandelopschriften West- en Midden-Java 1946-1949 en Noord-Sumatra 1947-1949 toegekend.

## Een nieuw regiment
In 1947 werd bepaald dat de nummerregimenten boven het 13e Regiment Infanterie terugkeerden in het oudste stamregiment. 12 en 13 Regiment Infanterie werden voor 1950 opgeheven en keerden terug naar hun stamregiment. In 1950 werden de overgebleven nummerregimenten (1 t/m 11 RI) opgeheven en vervangen door 5 naamregimenten (Regiment Infanterie Johan Willem Friso, Regiment Limburgse Jagers, Regiment Mortieren (vanaf 1953: Infanterie) Menno van Coehoorn, Regiment Infanterie Oranje Gelderland en Regiment Zware Infanterie (vanaf 1953: Infanterie) Chassé). 2 en 11 RI werden met 6 RI samengevoegd tot het Regiment Limburgse Jagers.
In 1977 werd beslist dat het Regiment Limburgse Jagers alleen de tradities van 2 RI (en alle daaruit voortgekomen eenheden, waaronder 11 RI) voortzet. Tevens wordt het Regiment Limburgse Jagers beschouwd als opvolger van het in 1806 bestaande 2e Regiment Infanterie en alle eenheden die daaruit tot 1810 voortkwamen en alle stamonderdelen van dit 2e Regiment Infanterie. In het Traditiebesluit Koninklijke Landmacht uit 2016 (besluit van 2 juni 2016, Staatsblad 2016, nr. 258) werd deze beslissing weer teruggedraaid.
In dat besluit werd ook de rangorde van regimenten van het Wapen der Infanterie gewijzigd. Het Regiment Limburgse Jagers staat in rangorde niet langer voor maar na het Regiment Infanterie Oranje Gelderland en voor het Regiment Van Heutsz.

## Het 6e Regiment Infanterie

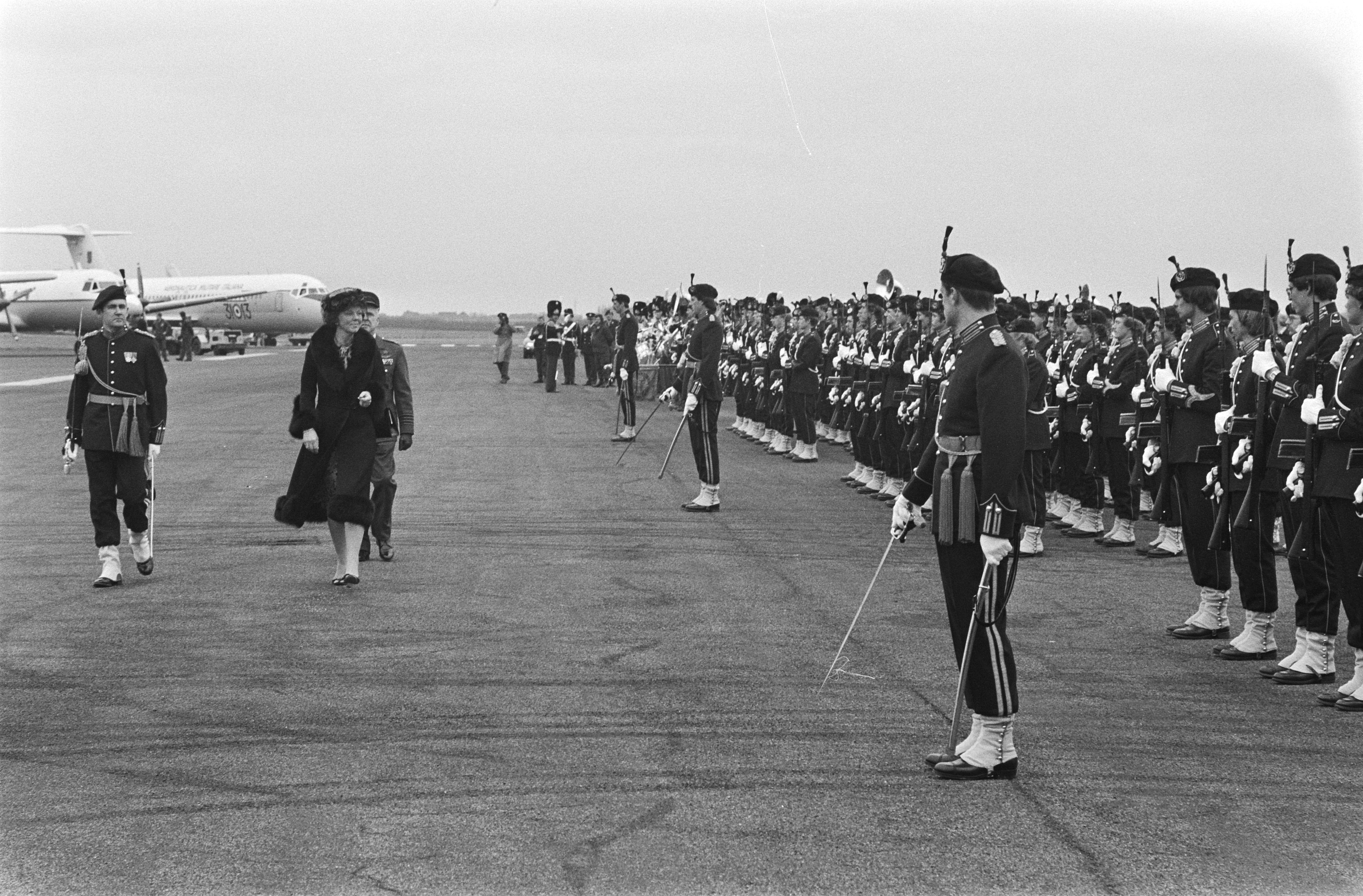
Het Regiment Limburgse Jagers vormt een erewacht voor koningin Beatrix op Vliegveld Beek in 1981

In 1977 werd beslist dat de tradities van het voormalige 6e Regiment Infanterie door het Regiment Limburgse Jagers alleen worden bewaard. In 1950 was dit in Breda gelegerd regiment met het 2e en 11e Regiment Infanterie samengevoegd. In 1977 werd echter beslist dat het regiment slechts bij mobilisatie weer werd opgericht. Tot die tijd zouden de tradities door het Regiment Limburgse Jagers worden bewaard. Dit betekent in de praktijk dat de vaandelopschriften van 6 RI niet op het vaandel van het Regiment Limburgse Jagers mogen staan  (zoals sinds 1951 het geval was), maar op een cravatte die aan het vaandel was gehecht. Hierop staan de opschriften Quatre Bras en Waterloo 1815, Tiendaagse Veldtocht 1831, Citadel van Antwerpen 1832, Roermond 1940, West- en Midden-Java 1946-1949. In 2016 werd de beslissing uit 1977 weer teruggedraaid; het regiment zet voortaan ook de tradities van het 6e Regiment Infanterie voort en mag de vaandelopschriften van dat regiment op het vaandel voeren.

## Vaandelopschriften
- Quatre Bras en Waterloo 1815
- Tiendaagse Veldtocht 1831
- Citadel van Antwerpen 1832
- Roermond 1940
- Venlo 1940
- Zutphen 1940
- West- en Midden-Java 1946-1949
- Noord-Sumatra 1947-1949
- Uruzgan 2007

## Regimentscommandanten 1950-huidig
| Jaren       |  | Naam                                   |
| ----------- |  | -------------------------------------- |
| 1950-1952   |  | Kolonel J.L.H.A. Antoni                |
| 1952-1953   |  | Luitenant-kolonel A.J.E. Lamberti      |
| 1953-1955   |  | Luitenant-kolonel J.C.A. Faber         |
| 1955-1961   |  | Luitenant-kolonel M.L.P. van Aalst     |
| 1961        |  | Kolonel M.P. van Hoof                  |
| 1961-1965   |  | Luitenant-kolonel T.M. de Loo          |
| 1965-1969   |  | Luitenant-kolonel J.F.A. Kersjes       |
| 1969-1970   |  | Kolonel C.R. Dassen                    |
| 1970-1974   |  | Luitenant-kolonel H.H. Kessels         |
| 1974-1975   |  | Luitenant-kolonel W.O. de Ridder       |
| 1975-1982   |  | Luitenant-kolonel A.W.G. Essers        |
| 1982-1984   |  | Luitenant-kolonel A.B. Verbaan         |
| 1984-1988   |  | Luitenant-kolonel W.F. Fontein         |
| 1988-1992   |  | Luitenant-kolonel J.M. Bleijerveld     |
| 1992-1995   |  | Luitenant-kolonel N.C.S. Vroom         |
| 1995-1997   |  | Luitenant-kolonel W.T. Janssen         |
| 1997-2000   |  | Luitenant-kolonel P.G.M. Lieshout      |
| 2000-2002   |  | Luitenant-kolonel J.J.G.M. Cloïn       |
| 2002-2006   |  | Luitenant-kolonel F.M.A.J. Tummers     |
| 2006-2007   |  | Luitenant-kolonel R.J. Querido         |
| 2007-2010   |  | Luitenant-kolonel H. Klein Schaarsberg |
| 2010-2013   |  | Luitenant-kolonel M.W.G. Jacops        |
| 2013-2017   |  | Luitenant-kolonel P.T.H.R. Jansen      |
| 2017-2019   |  | Luitenant-kolonel R.A. Goossens        |
| 2019-2022   |  | Luitenant-kolonel R. Plender           |
| 2022-huidig |  | Luitenant-kolonel R. Saathof           |

## Bekende soldaten van het regiment Limburgse Jagers
- Pater Karel Houben, diende omstreeks 1845 bij de Limburgse Jagers
- Leen Pfrommer, schaatstrainer
- Jean Nelissen, sportverslaggever wielrennen
- Christiaan Hesen, aan hem ontleent de band Rowwen Hèze haar naam

## Lijfspreuk
Voor elkaar, altijd

Mocht het tijdens appels of (bijzondere) ceremonies gehanteerd worden dan zal de spreker roepen:
‘Voor elkaar!’ , waarna de toehoorders zullen reageren met: ‘Altijd’!

## Limburgse Jagersmars
Het Regiment Limburgse Jagers heeft ook een eigen mars; deze is geschreven en gecomponeerd door dhr. J. Jochems. De tekst op de muziek luidt als volgt:
Wij zijn de band van 't regiment,

Het welk is genoemd: De Limburgse Jagers.

Van ons embleem, symbool van kracht,

Zijn wij heel fiere dragers.

Wij marcheren door de straten,

Van ons mooie Limburgse land.

En zijn trots hier in te mogen dienen,

Voor Koning en het Vaderland!